# Wilhelm Sutor
Wilhelm Sutor   (Edelstetten, 1774 - Hannover, 7 de setembre de 1828) fou un cantant i compositor alemany.
Deixeble de Valesi, primerament fou tenor de la cort del príncep bisbe d'Eichstätt, el 1806 mestre de cors del teatre Reial de Stuttgart i el 1812 mestre de capella de la cort de Hannover.
Va compondre les òperes:
- Apollos;
- Pauline;
- Das Tagebuch;
- l'oratori Der Tod Abels;
- les cantates Die Zwillingskrone i Die untergehende Sonne;
- el melodrama Die Waise aus Genf, i diverses obres de menor importància.